# Angelina Mango
Angelina Mango (født 10. april 2001 i Maratea) er en italiensk sangerinde, der repræsenterede Italien i Eurovision Song Contest 2024 med sangen "La noia". og endte på en 7. plads i finalen med 268. point.